# Bacteria capitata
Bacteria capitata är en insektsart som först beskrevs av Brunner von Wattenwyl 1907.  Bacteria capitata ingår i släktet Bacteria och familjen Diapheromeridae. Inga underarter finns listade.